# تانجو تانجلز
تانجو تانجلز (بالإنجليزية: Tango Tangles)‏، يعرف أيضا (تشارلي الراقص)، وهو فيلم كوميدي أمريكي صامت من عام 1914 بطولة تشارلي تشابلن وروسكو آرباكل، تم إنتاجه في استوديوهات كيستون.

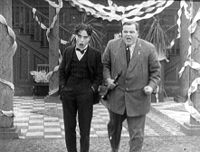
تشابلن وآرباكل في لقطة من الفيلم

## طاقم التمثيل
- تشارلي تشابلن
- روسكو آرباكل
- تشيستر كونكلين
- تشارلز أفيري
- غلين كافندر
- أليس دافنبورت
- بيلي جيلبرت
- إدغار كينيدي
- آل سانت جون
- هانك مان
- بيغي بيرس
- مينتا دورفي
- فورد ستيرلينج

## وصلات خارجية
- تانجو تانجلز على موقع IMDb (الإنجليزية)
- تانجو تانجلز على موقع روتن توميتوز (الإنجليزية)
- تانجو تانجلز على موقع أول موفي (الإنجليزية)
- تانجو تانجلز على موقع فيلمافينيتي (الإسبانية)
- تانجو تانجلز على موقع قاعدة بيانات الفيلم (الإنجليزية)
- تانجو تانجلز على موقع ليتربوكسد (الإنجليزية)
- تانجو تانجلز على موقع كينوبويسك (الروسية)
- Tango Tangles على يوتيوب